# シンジャル山脈

ニネヴェにおける背斜構造。シンジャル山が最も大きく、最も西側に存在している。

クルディスタンのシンジャル山脈 またはシンガル、シェンガル山脈( クルド語: Çiyayên Şengalê چیای شهنگال/شهنگار) は 東西100キロに及んで横たわる山脈である。最高で海抜1463メートルの山脈の周りには沖積平野と、北方にステップ地帯が広がる。この山脈の峰は75キロの長きに渡り、現在クルド自治区がその一部の行政を担っているニーナワー県にかかっている。山脈西部の低い部分は、シリアに25キロかかり、そこは「事実上」のロジャヴァ自治区により管轄されている。シンジャル市は山脈のすぐ南にある 。

## 地域の住民と歴史
12世紀以来、シンジャル山脈には、山々を旧約聖書にいう大洪水でノアの方舟が流れ着いた最も高き山であると考えあがめるヤズィド教徒（クルド人）が住まってきた。
ヤズィド教徒たちは歴史的に山脈を紛争時の闘争や退避の場として考えてきた。 ガートルード・ベルは、1920年代に、「２年ほど前までヤズィド教徒たちはアラブ人やその他すべての者たちと絶え間なく戦争状態にあった」と書いた。

### ISによる攻撃
2014年8月、4万人から5万人と推測されるヤズィド教徒が、ISによるシンジャル市攻撃をうけて、シンジャル山脈に逃げ込んだ。シンジャル市は8月3日に陥落した。シンジャル山脈に逃げ込んだヤズィド教徒は、救援隊が呼ぶところのイスラミストによる「ジェノサイド」に、直面する事になった。水も食料も日陰も医薬品もなく、山中に立ち往生したヤズィド教徒は、米英豪とイラク軍により空中投下されたごくわずかな水と食料に頼らざるを得なかった。
 8月10日までに、約3万人のヤズィド教徒が、シリア側にかかっている山地からイラクのクルディスタン側へ抜ける回廊を切り開いたPKK、クルド人民防衛隊 とペシュメルガにより救われた。[1]  although thousands more remained stranded on the mountain as of August 12. 300名のヤズィド教徒の女性が奴隷とされた、そして広く恐怖を染み渡らせ、またとりわけヤズィド教徒が神聖と考える山を冒涜する目的で、ISISによるヤズィド教徒たちの迫害の一環として、500名のヤズィド教徒の男女と子どもが斬首され、または山麓に生き埋めにされたと報じられている。ISの兵士に強姦されたと言われているヤズィド教徒の少女たちはシンジャル山から飛び降りて自殺したと目撃者の証言は述べている。
12月にイラククルドのペシュメルガがシンジャルにて攻勢を取り、包囲されていたシンジャル山を解放し、数百名を自由の身にした。